# Portal Tomb von Kilgraney

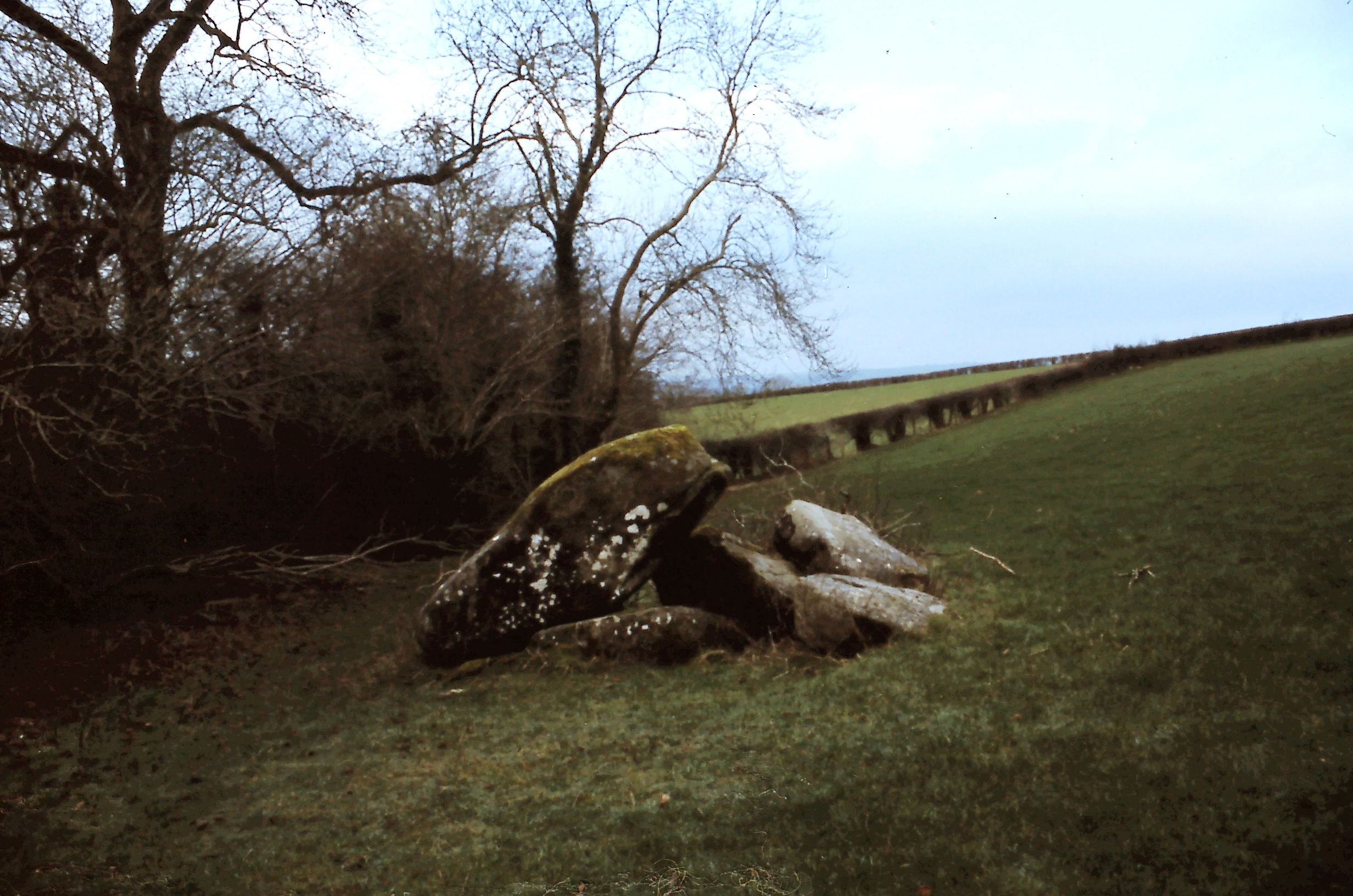
Portal Tomb von Kilgraney

Das zusammengebrochene Portal Tomb von Kilgraney (auch Cloghabrona oder Druid’s Altar genannt) liegt im Townland Kilgraney (irisch Cill Ghréine) nordöstlich von Goresbridge im County Carlow in Irland. Als Portal Tombs werden in Irland und Großbritannien Megalithanlagen bezeichnet, bei denen zwei gleich hohe, aufrecht stehende Steine mit einem Türstein dazwischen, die Vorderseite einer Kammer bilden, die mit einem zum Teil gewaltigen Deckstein bedeckt ist.

## Beschreibung
Das Portal Tomb liegt wenige Meter nördlich von einem in der Vegetation verborgenen Bach, einem Seitenarm des River Barrow. Der 3,9 Meter lange, 2,6 m breite und 1,15 m dicke Deckstein liegt auf den Steinen der zusammengebrochenen Kammer. Nur einer der beiden Portalsteine blieb stehen. Die Anlage liegt in den Resten eines Rundhügels von etwa 8,0 m Durchmesser.
Über diese Steine kursieren Sagen, darunter die für Megalithanlagen mit Decksteinen typische Überlieferung, es handle sich um einen riesigen Altar, der den Druiden als Tisch für Opfergaben gedient habe. Von dieser Vorstellung stammt auch der Name Druid’s Altar her, der jedoch auch für andere irische Megalithanlagen verwendet wird, beispielsweise Druid’s Altar (Clooncoe) oder das Portal Tomb in Churchtown.
Die mythologische und funktionale Bedeutung der Lage des Portal Tombs von Kilgraney und ähnlicher Megalithanlagen, die im Tal in der Nähe eines Gewässers anstatt weit sichtbar auf einer Anhöhe liegen, wird in der Fachliteratur diskutiert. Die eher versteckte Position des Portal Tombs von Kilgraney gibt Anlass zu Überlegungen, inwiefern die Anlage als Grenzmarkierung oder in anderer Funktion in Verwendung stand.

## Weiterführende Literatur zum Megalithen allgemein
- Gabriel Cooney: Space, Place and People: unfolding the role of Irish megalithic tombs. In: K. W. Beinhauer (Hrsg.): Studien zur Megalithik, 1999, ISBN 3-930036-36-3, S. 331–345.
- Elizabeth Shee Twohig: Irish Megalithic Tombs. Shire archaeology, 63, Shire, Princes Risborough 1990, ISBN 0-7478-0094-4